# Harzburgite

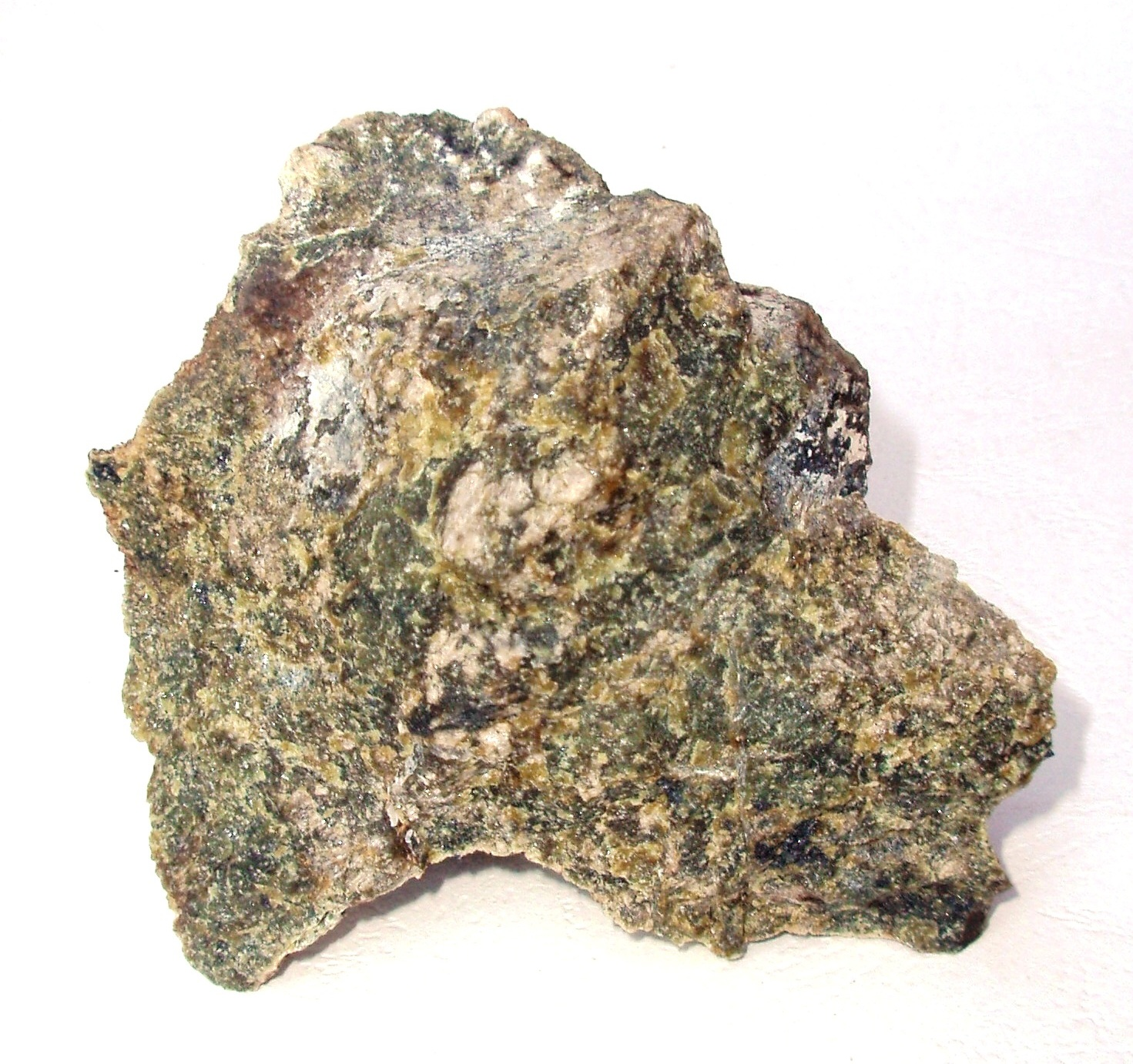
Spécimen d'harzburgite de Madagascar.

La harzburgite est une roche ignée de nature ultramafique, faisant partie des péridotites. Selon la définition en vigueur, elle est essentiellement constituée d'un assemblage de deux minéraux, l'olivine, le plus souvent  majoritaire en part mais pouvant être comprise entre 40 % et 90 % de la masse, et l'orthopyroxène ; le clinopyroxène ne peut dépasser 5 % en masse.

La texture des harzburgites est en général grenue.
Ces roches sont considérées comme des résidus de la fusion partielle d'une lherzolite mantellique,  étant alors appauvries en éléments chimiques constitutifs du magma basaltique d'origine.